# Carl Thiersch

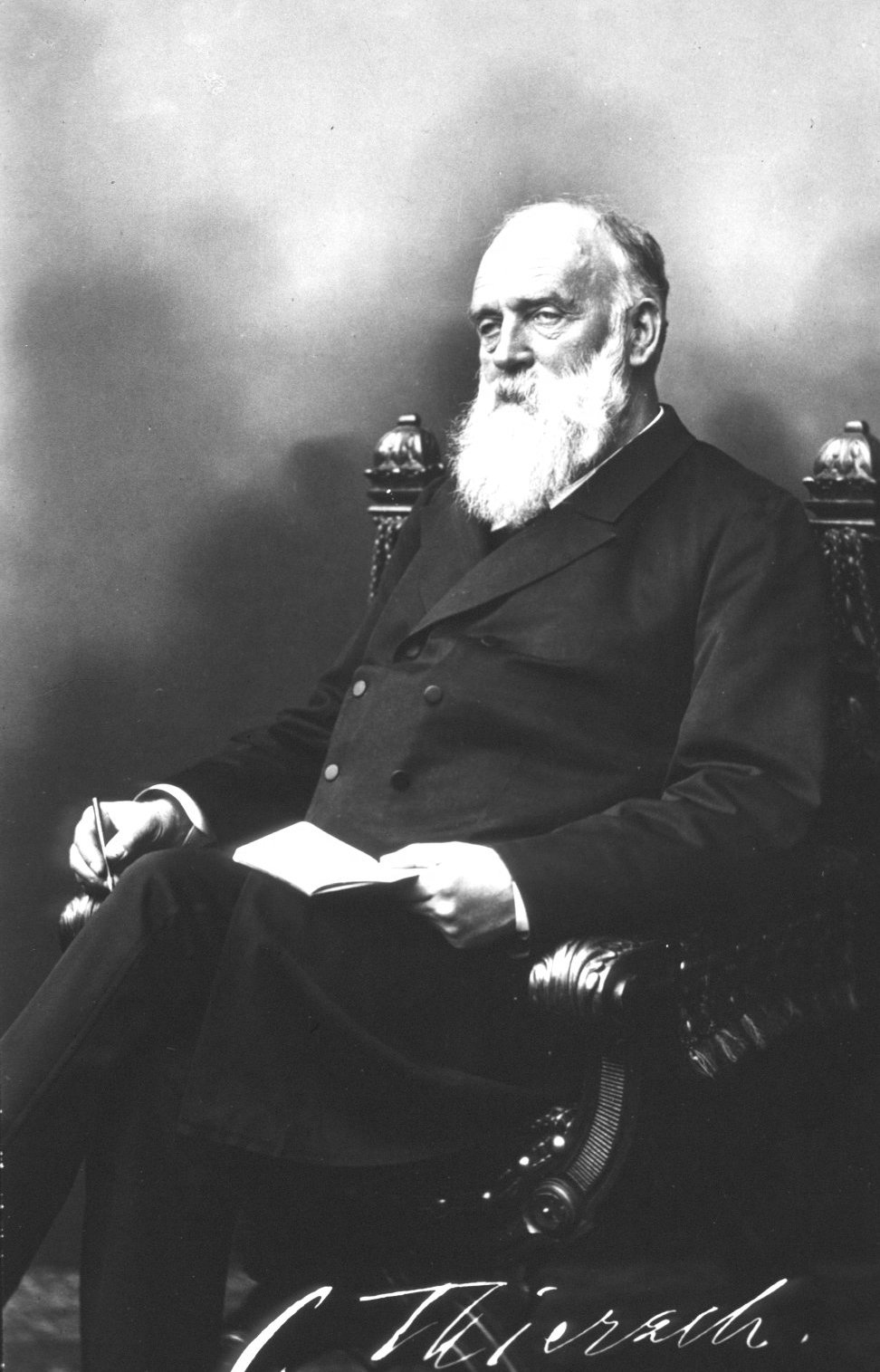
Carl Thiersch

Carl Thiersch, auch Karl Thiersch (* 20. April 1822 in München; † 28. April 1895 in Leipzig), war ein deutscher Chirurg, Hochschullehrer in München, Erlangen und Leipzig und gilt als Begründer der Transplantationslehre.

## Familie
Thiersch war Sohn des Altphilologen Friedrich Thiersch und dessen Frau Amalie geborene Löffler (1794–1878). 1858 heiratete er Johanna Liebig, Tochter von Justus von Liebig. Seine Schwägerin Agnes Liebig heiratete den Schriftsteller und Philosophen Moriz Carrière. Aus Thierschs Ehe gingen vier Töchter und vier Söhne hervor, von denen zwei bereits im ersten Lebensjahr starben:
- Amalie (1858–1938) ⚭ 1879 Adolf von Harnack, Theologe (Großvater des Kinderarztes Gustav-Adolf von Harnack)
- Justus (1859–1937), Bezirksarzt ⚭ Marie von Hoffmann (* 1864), Tochter des Ministers Karl von Hofmann
- Johanna (1861–1957) ⚭ 1885 Hermann Rassow (1858–1931), Geheimer Studienrat, promovierter Oberstudiendirektor in Potsdam
- Agnes (1863–1954) ⚭ 1884 Friedrich Louis Hesse (1849–1906), Professor, Zahnarzt
- Lina (1864–1943) ⚭ 1884 Hans Delbrück, Historiker
- Georg (1866–1867)[1]
- Friedrich (1868–1954) ⚭ Luise Patzki (* 1870)
- Ernst (1869–1870)[2]

## Leben
Nach dem Abschluss am (heutigen) Wilhelmsgymnasium München 1838 und einem zweijährigen vorbereitenden Kurs (Biennium) nahm Thiersch in München das Studium der Medizin auf. Der Chirurg Louis Stromeyer gehörte zu seinen Lehrern. 1843 beendete Thiersch das Studium erfolgreich und promovierte mit einer arzneiwissenschaftlichen Arbeit, die naturphilosophisch beeinflusst war. Anschließend begab er sich zur weiteren Ausbildung nach Berlin an die Klinik des Chirurgen Johann Friedrich Dieffenbach (1792–1847) und nach Wien an die Klinik von Josef von Škoda. 1844 bis 1846 absolvierte Thiersch seine Assistentenzeit bei Franz Christoph von Rothmund (1801–1891) an der Chirurgischen Klinik des Allgemeinen städtischen Krankenhauses in München und wurde 1845 als Arzt approbiert. Den Abschluss dieser Ausbildungsphase bildete ein Studienaufenthalt in Paris.
Seit 1847 Prosektor für Pathologische Anatomie an der Universität München, habilitierte Thiersch sich 1849 mit einer Arbeit über Wundeiterung und Blutvergiftung. Für den pathologisch-anatomischen Unterricht führte er das Mikroskop ein. Wie Ludwig von Buhl pflegte er, wie später auch Otto von Bollinger, die 1844 von Anton Förg in München eingerichteten pathologisch-anatomischen Demonstrationen. 1850 nahm er mit seinem Lehrer Stromeyer sowie Bernhard von Langenbeck, Johann N. Nußbaum und Esmarch als Militärarzt am Schleswig-Holsteinischen Krieg teil, um kriegschirurgische Erfahrungen zu sammeln. Nach der Rückkehr nach München wurde Thiersch 1853 zum außerordentlichen Professor ernannt. Mit Max Pettenkofer führte er im staatlichen Auftrag 1854 wissenschaftliche Untersuchungen zur damals ausgebrochenen Münchner Choleraepidemie durch.

### Erlangen
Im Jahr 1854 nahm er einen Ruf als ordentlicher Professor für Chirurgie und Augenheilkunde an die Universität Erlangen an. 1861/62 war er dort Rektor. Er widmete sich dem Hautkrebs und der Wundheilung. Seine histologische Technik und seine Injektionsmethode erlaubten die Herstellung mustergültiger Präparate, die auch im Ausland sehr geschätzt wurden.

### Leipzig
1867 wurde er als Nachfolger Gustav Biedermann Günthers auf den Lehrstuhl der Chirurgie an die Universität Leipzig berufen. 1876/77 war er auch in Leipzig Universitätsrektor. Dort machte er sich gemeinsam mit Carl Wunderlich unter anderem um den Neubau des städtischen Krankenhauses im Pavillonstil und um die Verbesserung der Krankenpflege und -ernährung verdient. Im Deutsch-Französischen Krieg diente er in Gravelotte, Sédan und Paris als konsultierender Generalarzt des XII. (I. Königlich Sächsischen) Armee-Korps. Anschließend befasste er sich unter anderem mit plastischer Chirurgie. 1871 gründete er mit Carl Reinhold August Wunderlich das Klinikum St. Georg Leipzig. Mit Bernhard von Langenbeck und Theodor Billroth gehörte er zu den führenden Chirurgen im deutschsprachigen Raum. Bis zu seinem Tode blieb Thiersch akademischer Lehrer an der Universität Leipzig.

## Bedeutung
Thiersch war einer der bedeutendsten Chirurgen des 19. Jahrhunderts in Deutschland. Seine erste wissenschaftliche Arbeit, die von der Pariser Akademie preisgekrönt wurde, beschäftigte sich mit der Übertragbarkeit der Cholera, wobei er während der Choleraepidemie in München 1854 getrocknete Choleradärme an Mäuse verfütterte und somit die Kontagiosität des Cholerastuhls nachwies.
Seine 1865 erschienene Arbeit über den von ihm erstmals als „Epithelkrebs“ benannten Hautkrebs wies entgegen der Auffassung von Rudolf Virchow (1821–1902) nach, dass die bösartige Erkrankung aus Haut-, Schleimhaut- und Drüsenepithel entstehen kann, und schlug die Exzision der Krebsgeschwüre mit deutlichem Abstand vom sichtbaren kanzerösen Infiltrat vor. Im Jahr 1875 hatte er bereits eine Sigmaresektion zur Behandlung einer durch adenoides Gewebe verursachten Darmstenose durchgeführt. Mit Hilfe experimenteller Untersuchungen demonstrierte Thiersch grundlegende Vorgänge der Wundheilung („plasmatische Circulation“). Er führte als einer der ersten die Antisepsis nach Joseph Lister (1827–1912) in Deutschland ein und verwendete seit 1874 zu diesem Zweck statt Karbolsäure (Phenol) die ungiftigere Salicylsäure.
Bahnbrechende chirurgische Behandlungsverfahren bei Missbildungen des Urogenitalapparates (Epi-, Hypospadie, Blasenektopie) stammen gleichfalls von Thiersch. Im Gegensatz zu Jacques Louis Reverdin (1842–1929), der dicke Hautstücke auf granulierende Flächen aufbrachte, erzielte Thiersch 1886 mit sehr dünnen Hauttransplantaten große Behandlungserfolge. Als weiterer Fortschritt in der operativen Chirurgie kann die Nervenextraktion (Neurexhärese) gelten, die er 1889 vorstellte.

## Ehrungen
Es fehlen alle Orden
- Geheimer Medizinalrat
- Straßenbenennungen in Erlangen, München und Leipzig

## Veröffentlichungen
- Infektionsversuche an Tieren mit dem Inhalt des Choleradarmes. München 1865.
- Der Epithelialkrebs, namentlich der Haut. Eine anatomische-klinische Untersuchung. Leipzig 1865.
- Die feineren anatomischen Veränderungen nach Verwundung der Weichteile. In: Theodor Billroth, Franz von Pitha (Hrsg.): Handbuch der allgemeinen und speciellen Chirurgie., Bd. 1/2. 1867.
- Klinische Ergebnisse der Listerschen Wundbehandlung und über den Ersatz der Karbolsäure durch Salizylsäure. Sammlung klinischer Vorträge. 1875, S. 84–85.
- Über Hautverpflanzung. XV. Chirurgischer Kongress. Bd. 1. 17, 1886; XVII. Chirurgischer Kongress. Band 1. 66, 1888.
- Über Nervenextraktion, mit Vorzeigung von Instrumenten und ausgezogenen Nerven. XVIII. Chirurgischer Kongress. Bd. 1. 44, 1889.